# Frisia IX
Die Frisia IX ist eine Passagierfähre der Reederei Norden-Frisia, die hauptsächlich zwischen Norddeich und der ostfriesischen Insel Juist eingesetzt wird.
Das Schiff wurde auf der Schiffswerft Julius Diedrich gebaut und 1980 an die Reederei abgeliefert. Eigentlich sollte das Schiff die Frisia III ersetzen, jedoch stellte es sich für Fahrten nach Helgoland als zu langsam heraus. Darum wurde das Schiff für regelmäßige Fahrten zwischen Delfzijl und Greetsiel sowie Norddeich eingesetzt.
1993 wurde das Schiff von 42 Meter auf seine heutige Länge von 57 Metern verlängert. Seitdem ist das Schiff auch das Hauptfährschiff der Insel Juist. Seltener fährt die Frisia IX auch nach Norderney, da auf dem Deck auch Pkw transportiert werden können; diese müssen in Norddeich allerdings rückwärts auf die Ladefläche gefahren werden.

## Technische Ausstattung
Das Schiff wird von zwei Sechszylinder-Viertakt-Dieselmotoren des Herstellers AB Volvo Penta mit einer Leistung von jeweils 300 kW angetrieben, die über Getriebe auf zwei Festpropeller wirken.
Für die Stromversorgung stehen zwei Generatoren mit einer Scheinleistung von 210 kVA bzw. 86 kVA zur Verfügung.